# Scarabaeiformia
Scarabaeoidea je nadfamilija buba, jedina podgrupa infrareda Scarabaeiformia. Oko 35.000 vrsta nalazi se u ovoj nadporodici i svake godine se opisuje oko 200 novih vrsta. Njene konstitutivne porodice su takođe trenutno u fazi revizije, a lista porodica u nastavku je samo preliminarna. Ova nadfamilija uključuje neke od najvećih buba koje postoje danas, uključujući bube nosorog (Dynastinae), bubu Herkules (Dynastes hercules) i bube Golijat (Goliathus sp.). 
Najstariji potvrđeni član grupe je izumrli rod Alloioscarabaeus iz perioda srednje jure, formacija đulongšan u Unutrašnjoj Mongoliji, Kina.

## Familije
Sledeće porodice navedi Bušar (2011):
- Belohinidae Paulian, 1959
- Diphyllostomatidae Holloway, 1972
- Geotrupidae Latreille, 1802
- Glaphyridae MacLeay, 1819
- Glaresidae Kolbe, 1905
- Hybosoridae Erichson, 1847
  - uključuje Ceratocanthidae White, 1842
- Lucanidae Latreille 1804
- Ochodaeidae Mulsant and Rey 1871
- Passalidae Leach, 1815
- Pleocomidae LeConte 1861
- Scarabaeidae Latreille 1802
- Trogidae MacLeay 1819
- † Coprinisphaeridae Genise, 2004
- † Pallichnidae Genise, 2004
- † Passalopalpidae Boucher, et al., 2016

## Literatura
- Ratcliffe, B. C.; Jameson, M. L.; Figueroa, L.; Cave, R. D.; Paulsen, M. J.; Cano, Enio B.; Beza-Beza, C.; Jimenez-Ferbans, L.; Reyes-Castillo, P. (2015). „Beetles (Coleoptera) of Peru: A Survey of the Families. Scarabaeoidea”. Journal of the Kansas Entomological Society. 88 (2): 186—207. doi:10.2317/kent-88-02-186-207.1.

## Spoljašnje veze
- Checklist of the Scarabaeoidea of the Nearctic Realm (2003)
- Scarabs of the Levant
- Scarabaeoidea Movies from Tree of Life Project
- Scarabeoidea of Italy